# ウィレム・デュドック

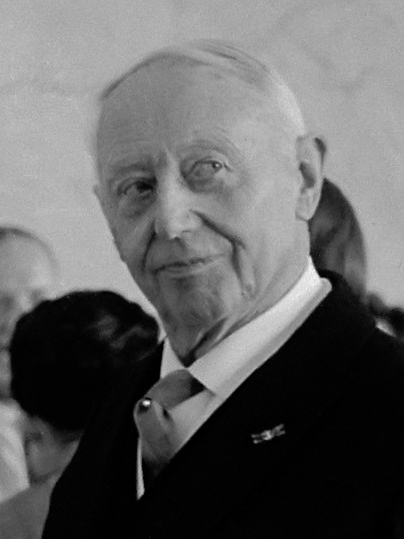
ウィレム・マリヌス・デュドック (1964)

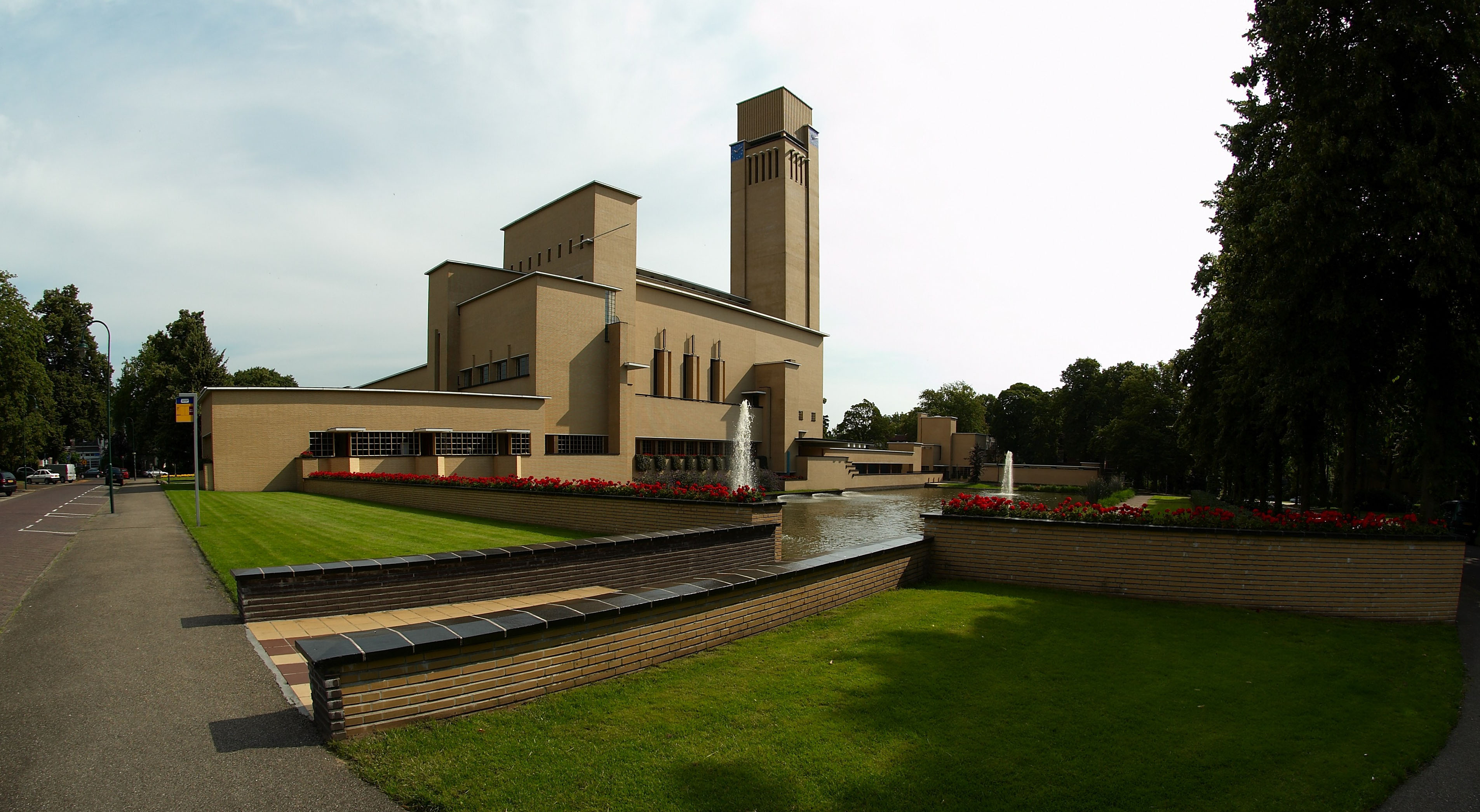
City Hall Hilversum

ウィレム・マリヌス・デュドック（W.M.デュドック、W.M.Dudok、Willem Marinus Dudok、1884年7月6日 - 1974年4月6日）は、オランダの技術者、オランダの建築家、都市計画家。 建築家としての訓練を受けていないが、ヒルフェルスムなど作品が多く知られている。いくつかはすでに取り壊されているが、オランダの建築でも特にユニークな作品を残していく。また、オランダの都市計画にとっての重要な足跡を残している。

## 経歴
アムステルダム・アルクマールの士官候補学校（HBS）を経て、その2年後にはブレダのロイヤルミリタリーアカデミー（KMA）に入学。1905年に士官試験に合格。エンジニアの少尉として同年7月に軍隊でキャリアが始まる。
ユトレヒトの連隊に配置され、暇な時に建物を設計。その後アムステルダムに移る。ここでは施設担当の軍事参謀であったが、軍隊の土木技師は1914年、30歳のときに退役し、ライデンで公共事業部次長に就任。ライデンの経験を経て、1915 年にアムステルダム近郊の急速に発展しつつあった中規模都市ヒルフェルスムの土木技師に就任。
1918 年にヒルフェルスム都市計画を担当すると、その後同地区の労働者住宅から学校や市役所といった公共建築を設計し、都市計画と建築を全体として適合させる都市計画を行った。
急速に成長している地で公共事業のディレクターになって都市開発に従事。 ほとんどの地区、学校や自治体の建物を設計し、この時期彼のライフワークとなる街を建設するという仕事ぶりが窺える(バイエンコルフ百貨店 1930年)。また、トラディショナリズムは特に第二次世界大戦後の都市の復興を機に、その必要性が社会的に肯定され、存在感が増した。
1935年、RIBAゴールドメダル受賞。
デュドックは1954年に引退したが、ヒルフェルスムの建設にその後も関与し続けた。